# Fiat 600 (2023)
Fiat 600 este un SUV crossover subcompact (segmentul B) produs de Fiat din 2023, destinat în principal pieței europene. Varianta electrică, denumită Fiat 600e, a fost prezentată pe 4 iulie 2023, marcând aniversarea emblematicului Fiat 500. Varianta cu motor termic mild hybrid a fost lansată în septembrie 2023.

## Istoric
Denumirea Fiat 600 a fost utilizată anterior de Fiat în anii 1950–1960. În 1997, a fost reinterpretată ca Fiat Seicento. Modelul actual, dezvoltat sub codul de proiect F364 de către Fiat Chrysler Automobiles, este fabricat în Polonia alături de Jeep Avenger, folosind platforma comună Stellantis Common Modular Platform (eCMP). Această platformă reprezintă o evoluție a arhitecturilor CMP (pentru motoare termice) și eCMP (electrice), create inițial de Groupe PSA.
Modelul 600 nu înlocuiește direct Fiat 500X, care va rămâne în gamă cel puțin până în 2024. Pentru piața din Statele Unite, după încetarea producției modelului 500X, acesta nu va fi înlocuit. Modelul 600 va fi vândut exclusiv pe piețele europene.

## Design
Fiat 600 împrumută elemente de design inspirate de la Fiat New 500, precum farurile circulare și inscripția „600” amplasată deasupra grilei frontale. În iunie 2023, Fiat a anunțat că nu va mai comercializa automobile vopsite în gri; modelul 600 este primul care respectă această nouă filosofie. Acesta va fi oferit în patru culori inspirate de peisajele italienești: Soare (portocaliu/Arancia Sole d’Italia), Mare (verde/Verde Mare d’Italia), Pământ (nisipiu/Sabbia Terra d’Italia) și Cer (albastru/Azzurro Cielo d’Italia).
Interiorul modelului 600 este similar atât cu cel al modelului New 500, cât și cu cel al Jeep Avenger, preluând volanul și comenzile pentru climatizare de la primul și consola centrală de la cel de-al doilea. Modelele de bază vor avea echiparea Product Red, disponibilă în culori exterioare negru, alb sau roșu, în timp ce varianta premium La Prima include tapiterie din piele ecru, scaune cu masaj, încălzire în trei trepte și o placă de încărcare wireless pentru smartphone.
Spațiul interior este mai generos decât la Fiat 500, cu o lungime de 4.171 mm și o lățime de 1.781 mm, oferind 360 litri de portbagaj . Sistemul de infotainment include un ecran de 10,25 inch cu Apple CarPlay și Android Auto wireless, dar interfața grafică este criticată pentru aspectul său învechit . De asemenea, versiunea La Prima integrează tehnologii avansate precum asistență de conducere de nivel 2, senzori 360° și un sistem keyless cu senzor de proximitate.

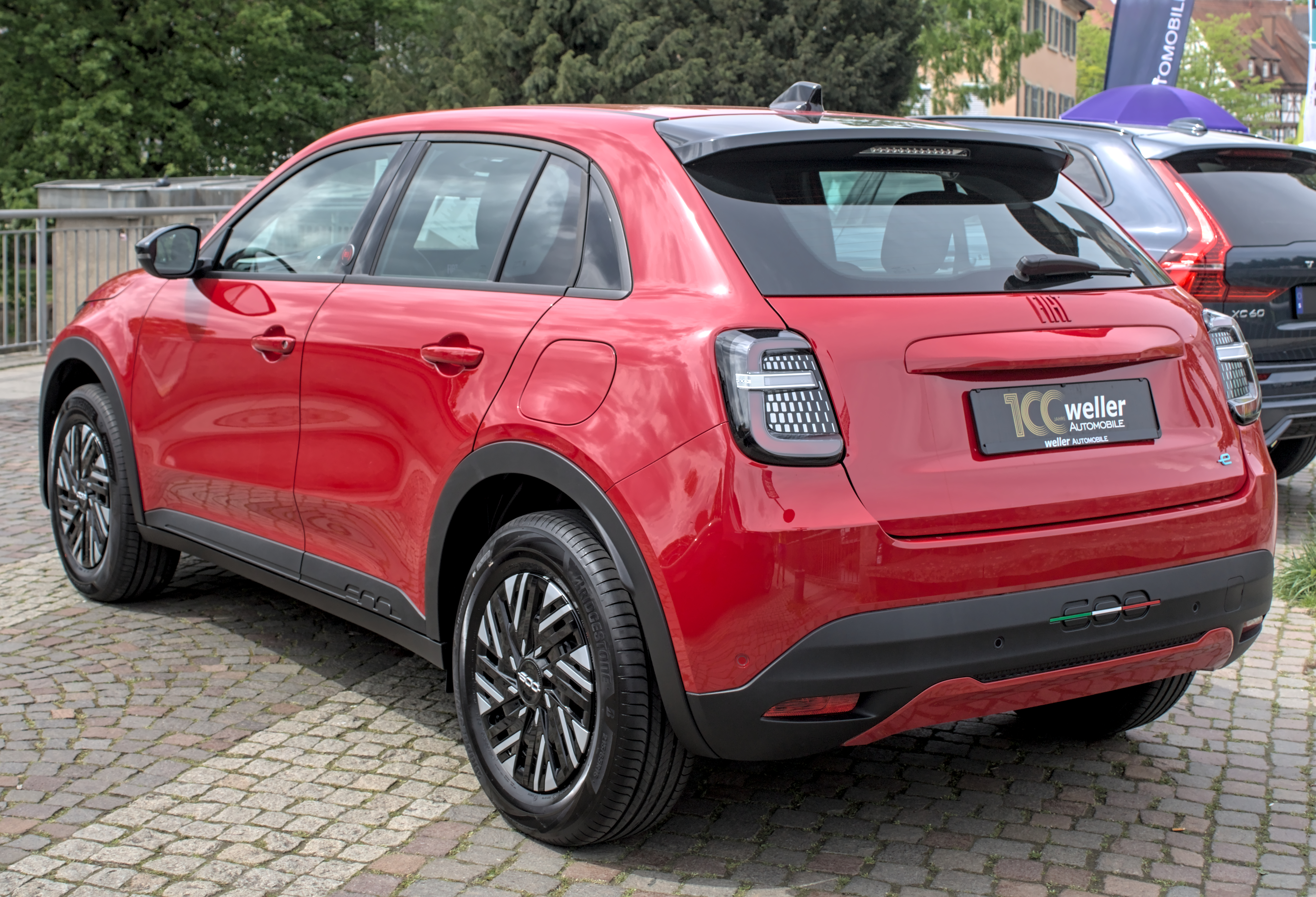
Vedere din spate
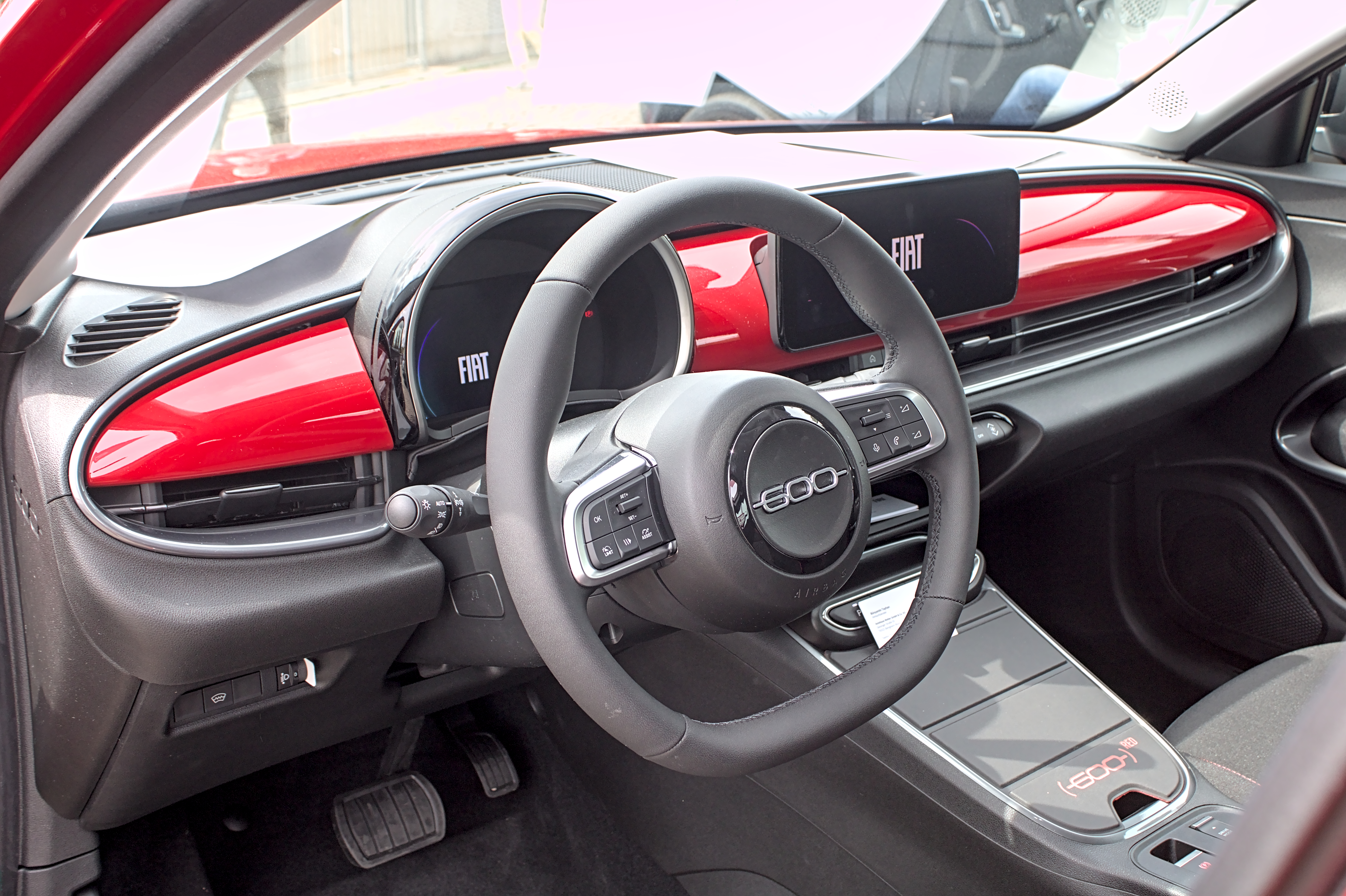
Interior

### Motorizare
Versiunea electrică, 600e, este echipată cu o baterie de 54 kWh (51 kWh utilizabil), oferind o autonomie estimată de 406–409 km conform ciclului de testare WLTP. Încărcarea rapidă DC este posibilă la o putere maximă de 100 kW. Motorul electric, amplasat pe puntea față, generează 156 CP (115 kW) și un cuplu maxim de 260 Nm, asigurând o accelerație de la 0 la 100 km/h în 9 secunde și o viteză maximă de 150 km/h.
Versiunea mild hybrid (benzină), lansată în 2024, utilizează un motor 1.2 L PureTech cu 3 cilindri, hibridizat printr-un sistem de 48 de volți. Acesta dezvoltă 136 CP (100 kW), fiind cuplat la o transmisie automată eDCT cu 6 trepte. Sistemul include un motor-generator de 21 kW, invertor și unitate de control, asigurând asistare la accelerare și recuperare de energie. Consumul mediu este de 4,8 L/100 km.

### Abarth 600e

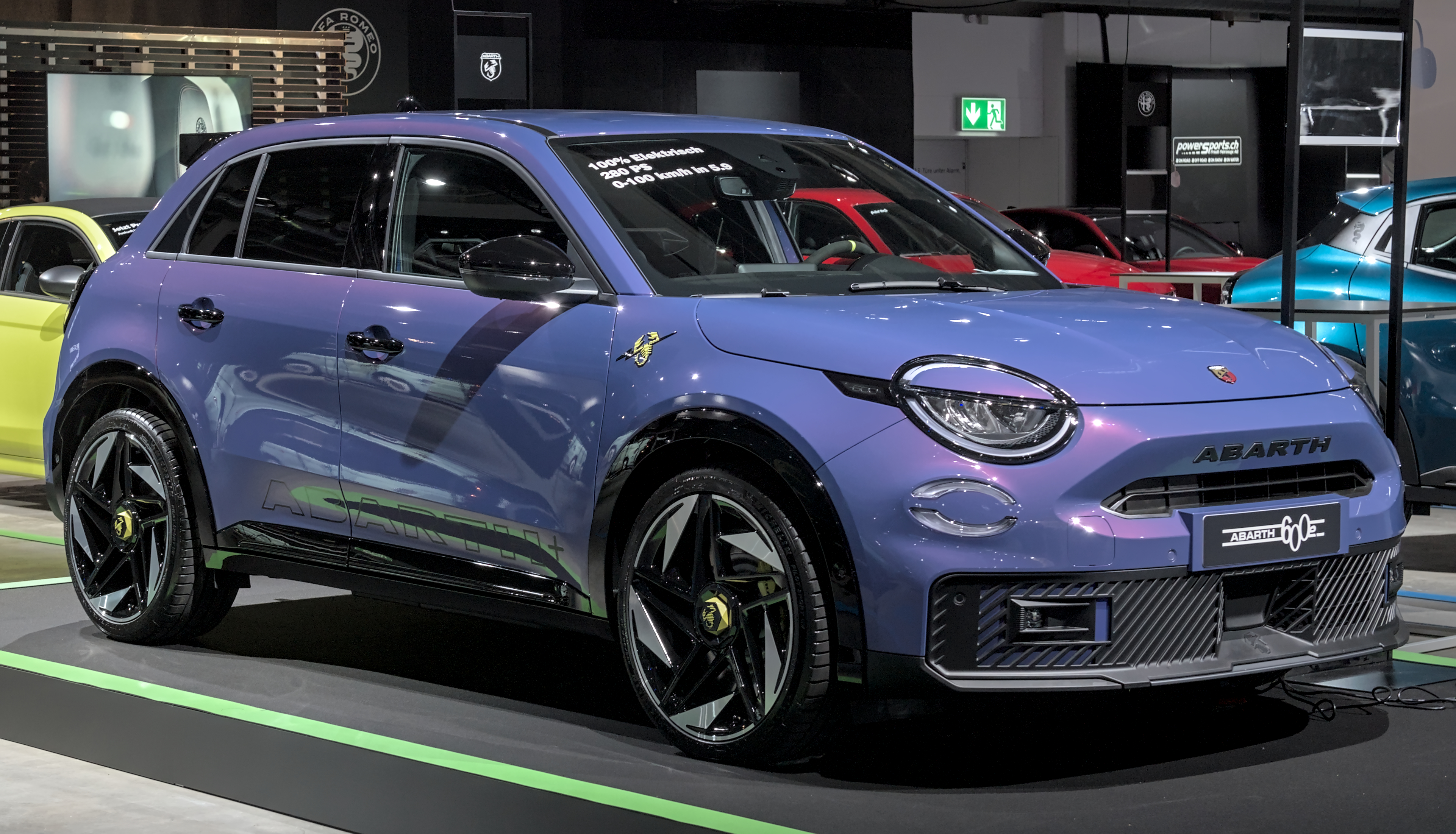
Abarth 600e Scorpionissima la Auto Zürich 2024

În februarie 2024, Abarth a dezvăluit prima imagine a modelului Abarth 600e, o versiune performantă bazată pe Fiat 600e, în timp ce acesta se afla în faza finală de teste. Interiorul mașinii a fost prezentat pe 2 aprilie 2024, iar modelul complet a fost dezvăluit pe 28 octombrie 2024. Toate versiunile, cu excepția echipării „Scorpionissima”, dezvoltă 240 CP (175 kW), în timp ce echiparea „Scorpionissima” oferă o putere de 280 CP (207 kW).
Abarth 600e Scorpionissima este limitată la 1.949 de unități și include un motor electric cu 345 Nm cuplu, accelerând de la 0 la 100 km/h în 5,85 secunde. Versiunea Turismo (240 CP) accelerează în 6,24 secunde. Ambele au o viteză maximă de 200 km/h. Bateria de 54 kWh oferă o autonomie WLTP de 334 km.
Designul integrează elemente aerodinamice (spoiler, grile mari) și jante de 20 inch. Interiorul include scaune Sabelt, ecran de 10,25 inch și sistem ADAS nivel 2. Prețurile încep de la 36.975 £ pentru Turismo și 41.975 £ pentru Scorpionissima.